# Bulbophyllum othonis
Bulbophyllum othonis (Kuntze) J.J.Sm., 1912 è una pianta della famiglia dell'Orchidacee, endemica delle isole Filippine.

## Descrizione
È un'orchidea di piccole dimensioni con crescita epifita. B. othonis presenta un rizoma strisciante dal quale si originano pseudobulbi di forma subglobosa, ricoperti da guaine di colore marrone e portanti all'apice un'unica foglia coriacea, molto spessa e carnosa, brevemente picciolata, eretta, di forma ovato-lanceolata ad apice acuto, di colore verde scuro nella pagina superiore e molto più chiaro in quella inferiore.
La fioritura avviene in estate, mediante 1, ma spesso 2 infiorescenze derivanti da pseudobulbi maturi, lunghe, sottili, ricurve, ombrelliformi, parzialmente avvolte da brattee marroni, recanti molti fiori. Questi sono notevoli nell'insieme dell'infiorescenza; il singolo fiore, di colore bianco, si caratterizza per l'avere i sepali, in particolare i due laterali molto lunghi, i petali e il labello sono piccoli.

## Distribuzione e habitat
La specie è endemica delle isole Filippine dove cresce epifita sugli alberi della foresta tropicale umida, a basse quote, in climi caldi tutto l'anno.

## Coltivazione
Questa pianta è bene coltivata in cestini di legno appesi, contenenti materiale organico per soddisfare la naturale esigenza dell'aerazione radicale, richiede inoltre esposizione all'ombra e temperature calde e buona umidità per tutto l'anno.